# إليزابيث كورفينوس
إليزابيث كورفينوس (21 ديسمبر 1496 - 1508)؛ كانت أميرة مجرية وآخر أفراد السلالة الملكية المجرية أسرة هونيادي، وُلدت لوالديها يوحنا كورفينوس ابن الملك ماتياس الأول غير الشرعي وزوجته بياتريس دي فرانجيبان الكرواتية النبيلة، بعد وفاة والدها وشقيقيها كريستوفر وماتياس عامي 1504 و1505، ورثت ممتلكات العائلة الواسعة وأصبحت خطيبة جيورجي، شقيق يانوش زابوليا ملك المجر لاحقاً، لكن زواجها لم يتم بسبب وفاتها عام 1508، مما أنهى السلالة نهائيًا.